# Дровяной водонагреватель

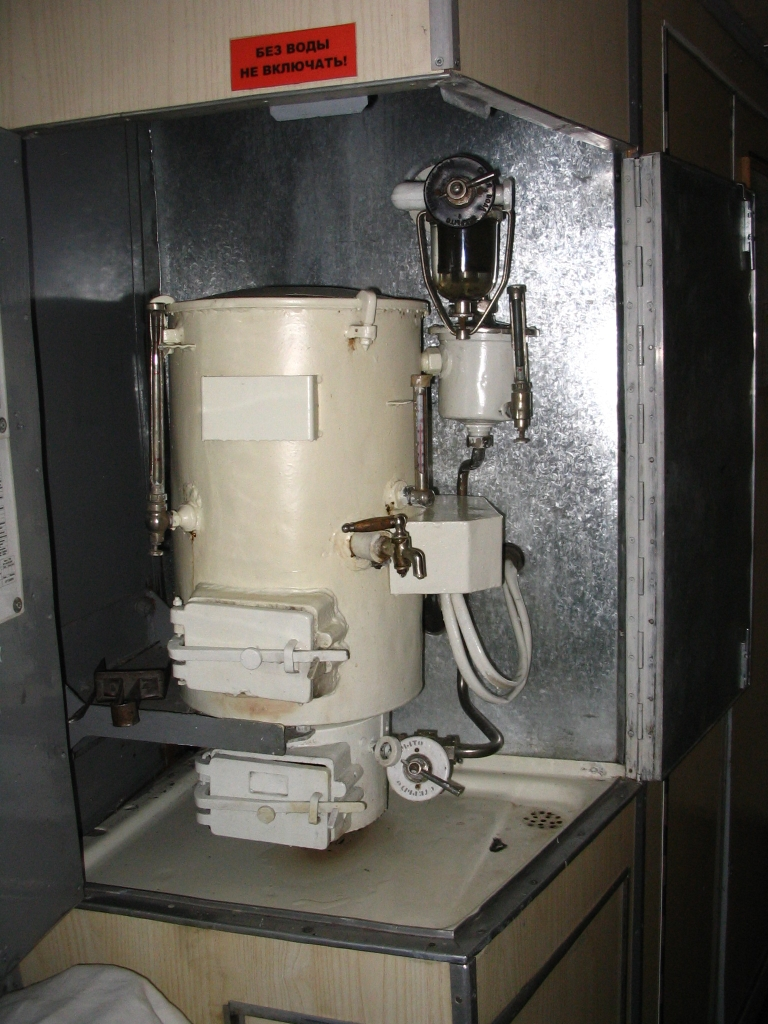
Комбинированный твердотопливный (дрова, торф, уголь и т. д.) / электрический кипятильник вагонный КВ-1М в пассажирском железнодорожном вагоне

Дровяной водонагреватель — водонагреватель, использующий для нагрева воды энергию сгорания твердого топлива (дрова, уголь, торф). Применяется для нагрева воды в поездах, загородных домах, бассейнах. В народе также именуется «Титан».
Напольный водонагреватель, снабжающий водой ванну и душ, также именуется водогрейной колонкой за свою форму стоячего цилиндра.

## Конструкция

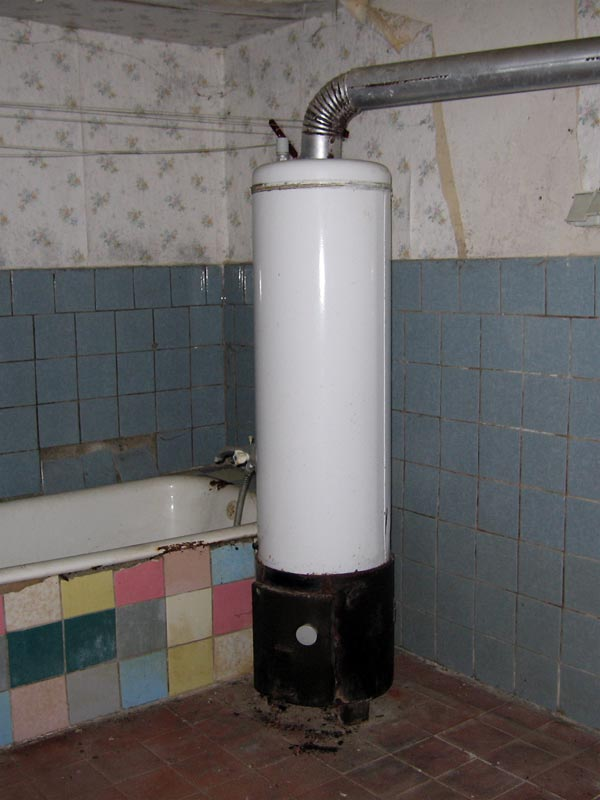
Водогрейная колонка в ванной комнате

Дровяной водонагреватель конструктивно состоит из трех частей — топки, бака с водой и специального смесителя для водогрейных колонок.
Топка находится в нижней части водонагревателя и состоит из двух камер, разделенных колосниковой решеткой: топливника и расположенного под ним зольника. Дверцы топливника и зольника расположены на боку топки. Топка выполняется из стали или чугуна. По способу исполнения водонагреватели подразделяются на модели с раздельной топкой и модели с встроенной топкой. В водонагревателе со встроенной топкой последняя выполнена за одно целое с баком и окружена водяной рубашкой, что сокращает время нагрева воды и увеличивает ресурс водонагревателя. Водонагреватель с раздельной топкой проще в монтаже и обслуживании, а также позволяет изменять ориентацию смесителя относительно дверцы топливника.
Над топкой располагается бак в виде вертикального цилиндра, через ось которого проходит дымогарная труба от топки. Сверху к дымогарной трубе подсоединяется дымоход. Бак изготавливается из меди, стали с эмалевым покрытием, оцинкованной или нержавеющей стали. Ёмкость бака составляет 80—100 литров.
На корпусе бака расположены два штуцера: нижний (входной) и верхний (выходной). Нижний штуцер находится на стенке бака и предназначен для установки смесителя. Через нижний штуцер в бак подается холодная вода. Верхний штуцер расположен на верхнем торце бака и предназначен для отбора нагретой воды.
К нижнему штуцеру бака подключается специальный смеситель для водогрейной колонки. Смеситель содержит два крана и переключатель душ/излив. Кран холодной воды регулирует подачу холодной воды из водопровода в душ или излив. Кран горячей воды регулирует подачу в бак холодной воды, которая вытесняет нагретую воду из бака в смеситель. Переключатель душ/излив открывает или закрывает подачу воды в излив — при закрытом изливе вода поступает в душевую лейку. К смесителю подключается душевая трубка, по которой, в зависимости от положения переключателя душ/излив, подается горячая вода в излив или холодная вода в душевую лейку. Смеситель подключается к водопроводу холодной воды.
К верхнему штуцеру бака подключается тройник. К нижнему отводу тройника подключается душевая трубка от смесителя, к верхнему отводу подключается душевая лейка. Таким образом, проток воды из бака в душевую лейку всегда открыт.
Примерная мощность дровяного водонагревателя — не менее 10 кВт. Нагрев полного бака холодной воды до температуры 40° C занимает около 30 минут. Некоторые модели водогрейных колонок дополнительно оснащены электрическими ТЭНами с термостатами. ТЭНы используются для поддержания температуры нагретой воды, а также как альтернативный источник нагрева воды в баке.

## Принцип работы
В топку загружается топливо — дрова, уголь, торфяные брикеты и т. д., далее производится розжиг топлива. При горении топлива происходит нагрев верхней стенки топки, одновременно являющейся дном бака. Горячий воздух вместе с продуктами сгорания поднимаются по дымогарной трубе, нагревая ее. Вода, соприкасающаяся с дымогарной трубой и с дном бака, нагревается и по принципу конвекции поднимается в верхнюю часть бака, в которой расположен выходной штуцер.
Для отбора горячей воды на смесителе открывают кран горячей воды, который подает холодную воду из водопровода через нижний штуцер бака. Подаваемая в бак холодная вода вытесняет горячую, которая вытекает из бака через верхний штуцер и попадает в тройник.
Если переключатель душ/излив находится в положении излив (открыт), то горячая вода из тройника под действием силы тяжести опускается по душевой трубке в смеситель и вытекает из излива. При необходимости разбавить горячую воду открывают кран холодной воды на смесителе. Смешивание горячей воды с холодной в этом случае происходит в корпусе смесителя.
Если переключатель душ/излив находится в положении душ (излив закрыт), то горячая вода из тройника поступает в душевую лейку. Холодная вода при открывании соответствующего крана поступает по душевой трубке в тройник. Смешивание горячей воды с холодной в этом случае происходит в тройнике.
Если бак водонагревателя пустой, то перед растопкой его необходимо заполнить. Для этого нужно открыть кран горячей воды, перевести переключатель душ/излив в положение душ и дождаться вытекания воды из душевой лейки.

## Распространение
Распространение дровяных водонагревателей шло параллельно с распространением ванн в жилых домах. Это было связано с распространенностью дров в России, дефицитом или отсутствием более удобных видов топлива (газ, солярка) и использующих их водонагревателей, сложностью подключения к центральному горячему водоснабжению. Особую популярность титаны приобрели в послевоенный период в проектах малоэтажных сталинских домов, оснащенных ванной. При отсутствии газоснабжения и горячего водоснабжения титаны устанавливались и в кирпичных хрущёвках.
В послевоенное время (в 50-е года прошлого века) титаны стали газифицироваться. Внутрь топки устанавливалась стандартная печная горелка. Примерно в это же время у титана появился серьёзный конкурент — компактный проточный газовый водонагреватель (газовая колонка). Газовые колонки были дефицитным товаром и в первую очередь устанавливались в новостройки. В уже построенных домах титаны существовали еще долго даже после газификации, постепенная замена титанов шла в 70-е и 80-е годы. К 90-м годам прошлого века в массовой продаже появились качественные автоматические газовые водонагреватели, которые окончательно вытеснили титаны в газифицированных населенных пунктах.
В настоящее время дровяные (угольные) водонагреватели (титаны) применяются в поездах, а также в местностях, где отсутствуют газовые магистральные сети.

## Преимущества
- Автономность работы
- Простота конструкции и монтажа
- Высокая надежность
- Взрывобезопасность по сравнению с газовыми водонагревателями

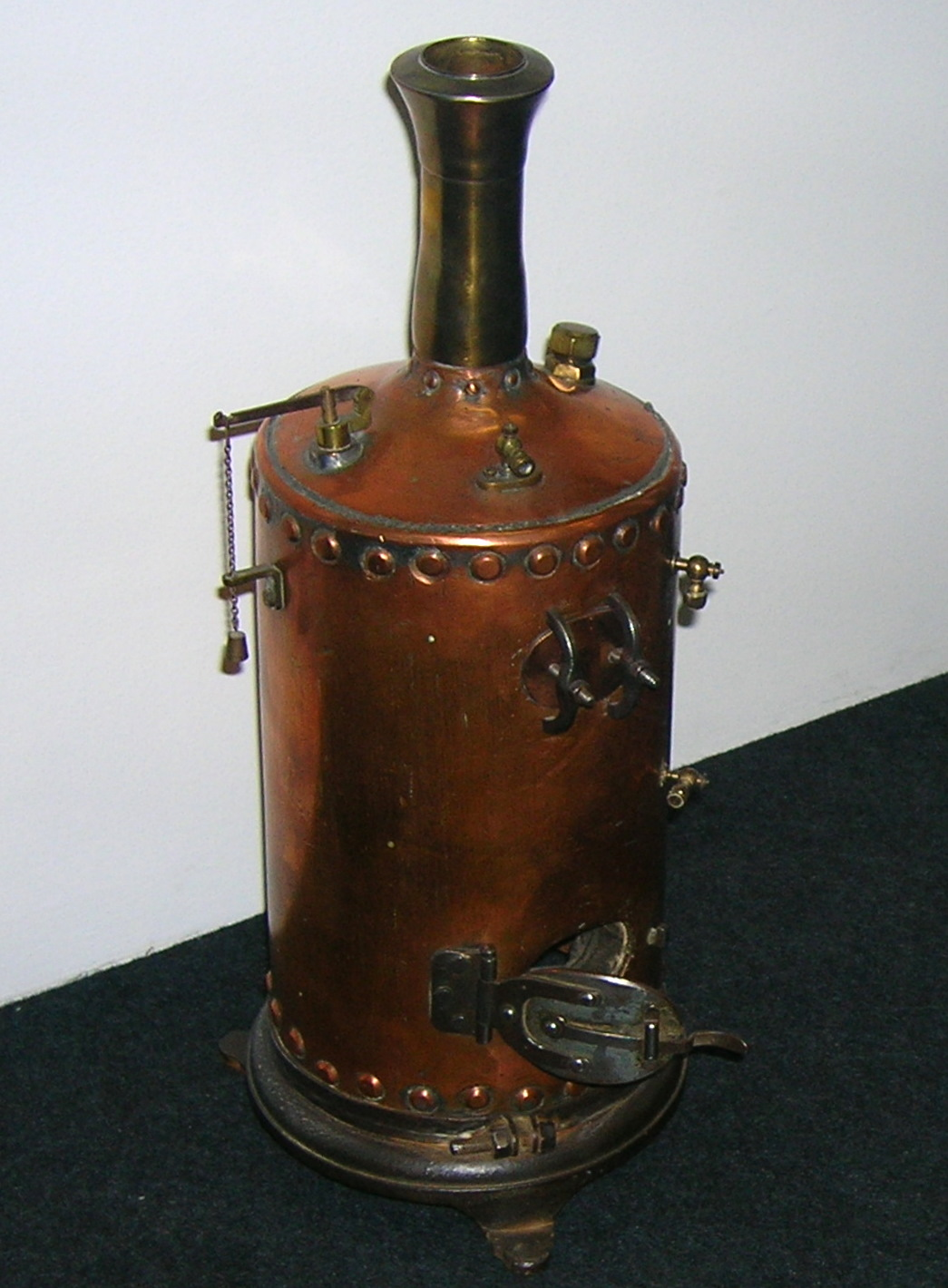

- Многотопливность

## Недостатки
- Циклический характер процесса теплоотдачи
- Несколько ручных дозаправок твёрдого топлива ежедневно
- Необходимость хранения запасов топлива и поддержание его в сухом состоянии.
- Невозможность эксплуатации в автоматическом режиме
- Необходимость подключения к дымоходу с естественной тягой
- Невозможность работы под давлением. Безнапорный дровяной водонагреватель способен снабжать водой только одну точку водоразбора (ванну и душ)